# Abduktion (filosofi)
Abduktion är en vetenskapsfilosofisk term besläktad med induktion och deduktion. Abduktion används när en forskare rör sig mellan teori och empiri och plötsligt föreställer sig en ny teoretisk förklaring av en empirisk observation. 
Peirce definierar den abduktiva slutledningsformen enligt följande: Ett överraskande faktum, C, observeras; men om A vore sant, så skulle C vara en självklarhet; följaktligen finns det skäl att anta att A är sant.
Man kan således inte abduktivt sluta sig till A eller – om ni föredrar den formuleringen – man kan inte abduktivt gissa sig till A förrän dess hela innehåll redan är närvarande i premissen: ”Om A vore sant så skulle C vara en självklarhet”
Peirce betonar att den abduktiva slutledningsformen är kreativ och nytänkande, till skillnad från induktiva och deduktiva slutledningsformer, som är begränsade till tillgängliga empiriska observationer och teoretiska premisser. Med hjälp av abduktion kan alltså forskare utveckla nya teoretiska perspektiv och tolkningsramar som inte framträder direkt ur deras tillgängliga empiri eller teoretiska förförståelse.